# Золотарёв, Константин Яковлевич
Константин Яковлевич Золотарёв — советский хозяйственный, государственный и политический деятель, Герой Социалистического Труда.

## Биография
Родился в 1905 году в Узловой. Член КПСС.
С 1924 года — на хозяйственной, общественной и политической работе. В 1924—1965 гг. — слесарь депо, машинист, старший машинист паровозного депо Узловая Московско-Курско-Донбасской железной дороги.
Указом Президиума Верховного Совета СССР от 1 августа 1959 года присвоено звание Героя Социалистического Труда с вручением ордена Ленина и золотой медали «Серп и Молот».
Делегат XXII съезда КПСС.
Умер в Узловой в 1983 году.

## Награды и звания
- Герой Социалистического Труда (01.08.1959).
- орден Ленина (25.11.1939, 11.06.1951, 01.08.1959)
- орден Трудового Красного Знамени (29.07.1945)
- орден «Знак Почёта» (27.08.1949)